# Université de Mie
L'Université de Mie (三重大学, Mie Daigaku, couramment abrégée en Miedai, 三重大) est une université nationale japonaise, située à Tsu dans la préfecture de Mie.

## Histoire
L'université est fondée en 1949 par la fusion de structures préexistantes. En 1995, le Sansui Hall, l'auditorium principal de l'université, est ouvert. En 2004, l'université rejoint le groupement des universités nationales.

## Composantes
L'université est structurée en facultés de 1er cycle (学部, gakubu), qui ont la charge des étudiants de 1er cycle universitaire, et en facultés de cycles supérieurs (研究科, kenkyūka), qui ont la charge des étudiants de 2e et 3e cycle universitaire.

### Facultés de1ercycle
L'université compte 5 facultés de 1er cycle (学部, gakubu).
- Faculté de sciences humaines et sociales
- Faculté d'éducation
- Faculté de médecine
- Faculté d'ingénierie
- Faculté de bioressources

### Facultés de cycles supérieur
L'université compte 5 facultés de cycles supérieurs (研究科, kenkyūka).
- Faculté de sciences humaines et sociales
- Faculté d'éducation
- Faculté de médecine
- Faculté d'ingénierie
- Faculté de bioressources